# Dušan Švento
Dušan Švento (Ružomberok, 1 augustus 1985) is een Slowaaks voetballer die speelt als middenvelder. Hij verruilde in juli 2014 Red Bull Salzburg voor 1. FC Köln. Švento debuteerde op 15 augustus 2006 onder bondscoach Dušan Galis in het Slowaaks voetbalelftal in een oefeninterland tegen Malta (3–0), net als aanvaller en doelpuntenmaker Filip Šebo. Met Slowakije nam hij deel aan het Europees kampioenschap voetbal 2016 in Frankrijk. Slowakije werd in de achtste finale uitgeschakeld door Duitsland (0–3).

## Erelijst
| Competitie              |              |                           |              |              |
| Competitie              | Aantal       | Jaren                     |              |              |
| Slavia Praag            | Slavia Praag | Slavia Praag              | Slavia Praag | Slavia Praag |
| ----------------------- | ------------ | ------------------------- | ------------ | ------------ |
| Kampioen Gambrinus liga | 2x           | 2007/08, 2008/09          |              |              |
| Red Bull Salzburg       |              |                           |              |              |
| Kampioen Bundesliga     | 3x           | 2009/10, 2011/12, 2013/14 |              |              |
| Beker van Oostenrijk    | 2x           | 2011/12, 2013/14          |              |              |

1 Schwäbe ·
2 Schmied ·
3 Heintz ·
4 Hübers  ·
5 Soldo ·
6 Martel ·
7 Ljubičić ·
8 Huseinbašić ·
9 Waldschmidt ·
11 Kainz ·
12 Nickisch ·
13 Uth ·
15 Kilian ·
16 Obuz ·
17 Paçarada ·
19 Lemperle ·
20 Pentke ·
21 Tigges ·
22 Christensen ·
24 Pauli ·
25 Gazibegović ·
29 Thielmann ·
34 Harchaoui ·
35 Finkgräfe ·
37 Maina ·
42 Downs ·
43 Čuber Potočnik ·
44 Köbbing ·
47 Olesen ·
Coach: Struber
1 Mucha ·
2 Pekarík ·
3 Škrtel  ·
4 Ďurica ·
5 Gyömbér ·
6 Greguš ·
7 Weiss ·
8 Duda ·
9 Šesták ·
10 Stoch ·
11 Nemec ·
12 Novota ·
13 Hrošovský ·
14 Škriniar ·
15 Hubočan ·
16 Saláta ·
17 Hamšík ·
18 Švento ·
19 Kucka ·
20 Mak ·
21 Ďuriš ·
22 Pečovský ·
23 Kozáčik ·
Coach: Kozák